# ليناس كليمافيتشيوس
ليناس كليمافيتشيوس (بالليتوانية: Linas Klimavičius)‏ هو لاعب كرة قدم ليتواني في مركز قلب الدفاع، ولد في 10 أبريل 1989 في مدينة بانيفيزيس في ليتوانيا. شارك مع منتخب ليتوانيا تحت 17 سنة لكرة القدم ومنتخب ليتوانيا تحت 19 سنة لكرة القدم ومنتخب ليتوانيا تحت 21 سنة لكرة القدم ومنتخب ليتوانيا لكرة القدم. أما مع النوادي، فقد لعب مع دينامو بوخارست ونادي إكراناس ونادي بوليتكنيكا ياش ونادي تراكاي ونادي جالغيريس ونادي داوغافا ونادي دنيبرو دنيبروبتروفسك ونادي سودوفا ماريامبوله.

## وصلات خارجية
- ليناس كليمافيتشيوس على موقع الاتحاد الأوربي (الإنجليزية)
- ليناس كليمافيتشيوس على موقع اتحاد أوكرانيا (الإنجليزية)
- ليناس كليمافيتشيوس على موقع قاعدة بيانات كرة القدم.إي يو (الإنجليزية)
- ليناس كليمافيتشيوس على موقع ناشيونال فوتبول تيمز (الإنجليزية)
- ليناس كليمافيتشيوس على موقع Soccerway.com (الإنجليزية)
- ليناس كليمافيتشيوس على موقع عالم كرة القدم.نت (الإنجليزية)